# P-形式電磁気学
理論物理学では、p-形式電磁気学(p-form electrodynamics)は、電磁気学のマックスウェルの理論の一般化である。

## 通常の（1-形式の）可換な電磁気学
1-形式 A はゲージ対称性
{\displaystyle \mathbf {A} \rightarrow \mathbf {A} +d\alpha }
を持っている。ここに α は任意の固定された 0-形式で、d は外微分、密度(density) 1 を持ち、連続の方程式
{\displaystyle d*\mathbf {J} =0}
を満たすゲージ不変であるベクトルカレント(vector current)を J とする。ここの * はホッジ双対である。
代わりに、J を (d − 1)-閉形式とする。
F は外微分 {\displaystyle \mathbf {F} =d\mathbf {A} } として定義されるゲージ不変2-形式である。
A は運動方程式
{\displaystyle d*\mathbf {F} =*\mathbf {J} }
を満たす（この方程式は明らかに連続の方程式を意味している）。
これは下記の作用から導くことができる。
{\displaystyle S=\int _{M}\left[{\frac {1}{2}}\mathbf {F} \wedge *\mathbf {F} -\mathbf {A} \wedge *\mathbf {J} \right]}
ここに M は時空多様体である。

## 可換な p-形式電磁気学
p-形式 B がありゲージ対称性
{\displaystyle \mathbf {B} \rightarrow \mathbf {B} +d\mathbf {\alpha } }
を持っている。ここに α は任意の固定された (p-1)-形式であり、d は外微分であり、ゲージ不変なp-ベクトル(p-vector) J は密度(density) 1 を持ち、連続の方程式
{\displaystyle d*\mathbf {J} =0}
を満たす。ここに * はホッジ双対である。
代わりに、J を (d-p)-閉形式とする。
C は外微分 {\displaystyle \mathbf {C} =d\mathbf {B} } として定義されたゲージ不変な (p+1)-形式である。
B は運動方程式
{\displaystyle d*\mathbf {C} =*\mathbf {J} }
を満たす（この方程式は明らかに連続の方程式を意味する）。
これは作用
{\displaystyle S=\int _{M}\left[{\frac {1}{2}}\mathbf {C} \wedge *\mathbf {C} +(-1)^{p}\mathbf {B} \wedge *\mathbf {J} \right]}
から従う。ここに M は時空多様体である。
他の符号の規約もある。
カルブ・ラモン場(Kalb-Ramond field)は、p = 2 の弦理論での例である。電荷のソースがD-ブレーンであるラモン・ラモン場(Ramond-Ramond field)は、すべての p の値に対する例であり、11次元の超重力理論やM-理論の中では、3-形式の電磁気学である。

## 非可換の一般化
まさに、電磁気学の非可換一般化としてヤン・ミルズ理論を導いたように、p-形式電磁気学の非可換一般化も得られる。典型的にはジャーブ(gerbe)を使うことが求められる。